# Tiziana Aristarco
Tiziana Aristarco (Milano, 19 febbraio 1960) è una regista italiana che ha diretto serie, film e documentari per la televisione.

## Biografia
Figlia del  critico cinematografico Guido Aristarco, entra in Rai come aiuto regista. Partecipa alla stesura del soggetto del film La ragazza di via Millelire (1980), realizza La Domenica in... degli italiani, dal 1977 al 1990 (1990); Dentro la giustizia (1991); Il tempo delle scelte con Romano Prodi (1992); Sottovoce di Gigi Marzullo (1994).
Nel 1998 prende parte alla prima stagione della serie TV Un medico in famiglia come aiuto regista e regista della seconda unità e nella seconda stagione (2000) dirige 18 episodi. Nel 2001 dirige 14 episodi di Compagni di scuola (2001), la seconda stagione di Casa famiglia 2 (2003), la serie TV Raccontami (2006-2008), 8 episodi della sesta stagione di Un medico in famiglia (2009), la quarta e quinta stagione di Provaci ancora prof! (2012-2013), la terza stagione di Fuoriclasse (2015), 6 episodi di Come fai sbagli (2016).
Nel 2021 presenta la nuova serie Mina Settembre, dai racconti di Maurizio de Giovanni.

## Vita privata
È sposata con il regista Riccardo Donna e ha due figli.

## Filmografia

### Televisione
- Un medico in famiglia 2 - serie TV (2000)
- Compagni di scuola - serie TV (2001)
- Il destino a quattro zampe - film TV (2002)
- Casa famiglia 2 - serie TV (2003)
- Una vita in regalo - miniserie TV (2003)
- L’amore non basta - miniserie TV (2005)
- Raccontami - serie TV (2006-2008)
- Tutti i rumori del mondo - film TV (2007)
- Un medico in famiglia 6 - serie TV (2009)
- Provaci ancora prof! - serie TV (2012-2013)
- Fuoriclasse 3 - serie TV (2015)
- Come fai sbagli - serie TV (2016)
- Mina Settembre - serie TV (2021-in corso)
- La luce nella masseria (2024)
- La Rosa dell'Istria (2024)